# Entomophthora grandis
Entomophthora grandis är en svampart som beskrevs av S. Keller 2002. Entomophthora grandis ingår i släktet Entomophthora och familjen Entomophthoraceae.   Inga underarter finns listade i Catalogue of Life.